# 케이티 셀버스톤
케이티 셀버스톤(Katy Selverstone, 1966년 2월 4일 ~ )은 미국의 텔레비전 배우, 영화배우, 배우, 연극 배우이다.
뉴욕에서 태어났다.

## 영화
- 루츠 인 워터 (2010년)
- 밤 밤 앤 셀레스트 (2005년)
- 행복한 비밀 (2002년)
- 세븐 걸프렌드 (1999년)
- 킬러가 보낸 편지 (1998년) - 싱글턴 역
- 더 드류 캐리 쇼 (1995년)
- 법과 질서 (1990년)
- 애즈 더 월드 턴즈 (1956년)